# Marguerite Deurbroucq
Marguerite Deurbroucq, née Marguerite Urbane Sengstack (1715-1784), est une femme appartenant  à la grande bourgeoisie marchande de Nantes du XVIIIe siècle ayant fait fortune dans le commerce maritime.

## Biographie et histoire de famille
Marguerite Urbane Sengstack naît à Nantes le 5 février 1715.
Son grand-père paternel, Jean-Antoine Sengstack, originaire de Hambourg, s'installe dans la région nantaise dans la deuxième moitié du XVIIe siècle. Il se marie avec Marguerite Van Keulen (1660-1725) née à Nantes et aussi issue d'une famille d'origine allemande. Ils ont cinq enfants, dont le père de Marguerite Jean-Antoine, naît en 1683. En 1704, à la mort de son époux et durant vingt ans, Marguerite Van Keulen est à la tête de l'entreprise familiale, associée à ses trois fils, l'entreprise familiale s'appelant Veuve Sengstack et Compagnie.
Les parents de Marguerite Deurbroucq se marient le 31 juillet 1713 : Jean-Antoine épouse Urbane Mahot (1689-1770), fille d'un marchand droguiste d'Angers, Jacques Mahot. Après sa mort, c'est son épouse Urbane Delahaye qui gère ses biens.
Le père de Marguerite Deurbroucq est donc issu des familles Sengstack et Van Keulen, avec des réseaux commerciaux bien implantés en Allemagne et en Europe du Nord. Sa mère, Urbane Mahot, est issue des familles Mahot et Delahaye, impliquées dans le commerce fluvial et dans l'armement maritime.
Maguerite Deurbroucq est donc issue d'une union de familles marchandes installés à Nantes, riches de leurs réseaux commerciaux depuis le port de Nantes vers l'Europe du Nord et la Loire. Ses deux grand-mères ont été à la tête de sociétés importantes à la mort de leurs époux respectifs.
Marguerite épouse Dominique Deurbroucq le 5 février 1743 à Nantes. Cette union renforce les deux familles, qui conservent d'importantes relations commerciales. Dominique Deurbroucq (1715-1782) est aussi issu d'une famille de négociants maritimes dans la région nantaise et est une figure majeure du commerce atlantique au XVIIIe siècle. En 1764, il commande à Jean-Baptiste Ceineray un hôtel particulier sur l'île Gloriette à Nantes, l'hôtel Deurbroucq, témoignage de sa fortune, et de celle de son épouse.
Marguerite Deurbroucq a neuf enfants de son époux.

## Tableaux des époux Deurbroucq
Le 3 décembre 2014, Ivoire Enchères a mis en vente une paire de tableaux représentant Marguerite Urbane Deurbroucq et son mari Dominique Deurbroucq. Ces huiles sur toile datées de 1753, ont été préemptées par le ministère de la Culture pour le bénéfice de la Ville de Nantes-Musée d’histoire de Nantes, Château des ducs de Bretagne pour 30 000 €.
Ce diptyque de grandes dimensions est l’œuvre de Pierre-Bernard Morlot (1716-1780). Les toiles s'intitulent Marguerite Deurbroucq et une jeune femme vivant en esclavage à Nantes et Dominique Deurbroucq et un jeune garçon vivant en esclavage. Ces deux tableaux sont exceptionnels par leur facture et le sujet traité.
Les tableaux sont des portraits, ce qui est très rare pour l'époque. Ils racontent l'histoire sociale de la ville et trouvent leur place dans l'exposition permanente au châteaux des ducs de Bretagne. Ils constituent aussi la représentation exceptionnelle d'une réalité : la présence des Africains (esclaves) à Nantes. Il leur est pourtant légalement interdit de demeurer sur le territoire français depuis l'édit du 25 octobre 1716. Dans l’entourage des Deurbroucq plusieurs esclaves sont attestés; néanmoins, les esclaves représentés par Morlot n'ont pas été identifiés et on ne peut dire avec certitude qu'ils appartenaient réellement aux Deurbroucq.
Quand Marguerite et Dominique Deurbroucq se font représenter par Morlot en 1753, ils fêtent dix années de mariage. Dominique, associé à son frère depuis quatorze ans est à l'apogée de sa carrière. Ces portraits affirment la richesse du couple construite avec le commerce maritime et un mode de vie qui les distingue et marque son appartenance sociale.
Le tableau où figure Marguerite Deurbroucq est d'une composition bien plus riche, complexe et originale que celui, extraordinairement classique, de son mari. Elle est représentée dans le contexte du commerce colonial : le sucre qui lui est apporté sur un plateau peut, dans ce cadre, être considéré comme l'évocation de ses réseaux familiaux, indispensables à la réussite des affaires de son mari. À la date de l’œuvre, l'un des oncles de Marguerite est raffineur de sucre à Saumur.